# Coccodinium
Coccodinium es un género de hongos en la familia Coccodiniaceae. Contiene cinco especies.